# 平田ノブハル
平田 ノブハル（ひらた ノブハル、1987年 - ）は、日本のライトノベル作家。

## 概要
滋賀県出身、滋賀県在住。大学4年生のときに初めて小説（ライトノベル）と出会って衝撃を受けた経験を元に、人気のライトノベルを読み漁った後に自身もライトノベルを著してみようと決意した。卒業論文が必要でなかったことから、卒業論文の代わりに小説を執筆したのが自身初となる作品となったと話している。大学を卒業した後は就職してから仕事と執筆を両立させていたものの、その間に新人賞に投稿した作品は悉く落選した。その経験を元に、アミューズメントメディア総合学院に入学した。アマチュア時代には『物語づくりのための黄金パターン117』が参考になったと話している。2019年8月に小説『霊視るお土産屋さん～千の団子と少女の想い～』で作家デビューを果たした。

## 作品一覧
- 『霊視るお土産屋さん』シリーズ（イラスト: 新井テル子、光文社キャラクター文庫〈光文社〉）